# Schorfheide

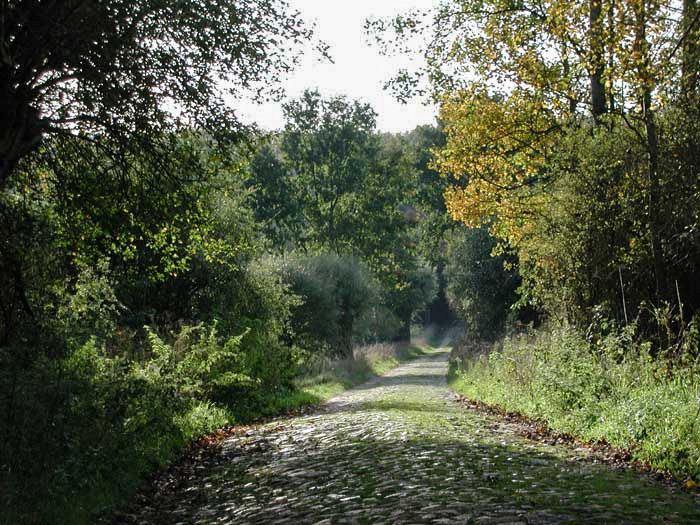
400-letnia droga w puszczy

Puszcza Schorfheide – puszcza leżąca ok. 65 km na północny wschód od Berlina i stanowi jeden z największych kompleksów leśnych Niemiec. Pojęcie „Schorfheide“ to także nazwa zbiorcza dla znacznie większego obszaru leśnego, składającego się z tzw. Innere Schorfheide, Eichheide oraz Üderheide.

## Powstanie i użytkowanie
Historia powstania krajobrazu sięga czasów ostatniego zlodowacenia, które formując powierzchnię terenu pozostawiło po sobie wszystkie klasyczne formy serii glacjalnej – pradolina, sandry, morena czołowa i denna. Obraz ten uzupełniają tak charakterystyczne dla przedpola moreny czołowej, zarówno głęboko wyorane jeziora rynnowe (jezioro Werbellinsee) jak i powstałe podczas powrotu lodowca, płytkie jeziora nieckowate (jezioro Grimnitzsee). Pokryte lasem, charakteryzujące się częściowo silną energią rzeźby terenu płyty morenowe, wykazują się ze względu na duży udział glin zwałowych w przeważającej części dość bogatymi siedliskami. Sąsiadują one tu często z ubogimi w substancje odżywcze, w przeważającej części porośniętymi sosną piaskami wydmowymi, nadając obszarowi zajętemu przez Schorfheide tak typową dla tych terenów formę mozaiki siedliskowej.
Nazwa Schorfheide powstała w średniowieczu ze słów „Schorp Weide” kiedy to chłopi wyganiali jeszcze swoje bydło do lasu, składającego się w tym okresie w przeważającej części z dębu. Po raz pierwszy nazwa „Schorff Heyde” pojawia się w roku 1713 na jednej z map leśnych. Później większość tych dąbrów padła ofiarą produkcji lawet do dział, jednak konsekwentne prace odnowieniowe zadbały o to, że tereny te w swej większej części zawsze były pokryte lasem.
W czasach narodowego socjalizmu Naczelny Łowczy Rzeszy Hermann Göring utrzymywał na terenach Schorfheide swoje olbrzymie gospodarstwo łowieckie Carinhall. W okresie NRD duża część tych lasów należała do obszaru zastrzeżonego wyłącznie do prowadzenia polowań przez członków kierownictwa SED.

## Ochrona przyrody
Dzisiaj 64.580 ha lasów Schorfheide wchodzi w skład powstałego jeszcze w 1990 r. Rezerwatu biosfery Schorfheide-Chorin, zajmującego szerokie połacie krajobrazu między Barnim a Uckermark. 

## Miejscowości
Nazwę „Bramy do Schorfheide“ nosi miejscowość Groß Schönebeck, należąca dzisiaj administracyjnie do gminy Schorfheide. Dalszymi ważniejszymi miejscowościami na skraju Schorfheide są Joachimsthal, Templin i Zehdenick.

## Połączenia komunikacyjne
- z Berlińskiej Obwodnicy na A 11, wyjazd Joachimsthal
- koleją Niederbarnimer Eisenbahn-Gesellschaft Heidekrautbahn ze stacji miejskiej kolejki S-Bahnhof Berlin-Karow do Groß Schönebeck
- koleją ODEG przez Eberswalde do Joachimsthal
- rowerem ścieżką rowerową Berlin-Uznam z centrum Berlina ulicą Panke-Weg do Werbellin-/Grimmnitzsee

Do eksploatacji drewna w puszczy funkcjonowała w latach 1884-1936 kolej leśna Schorfheide.